# ژنپ
شهر ژنپ (به فرانسوی: Genappe) در شهرستان نیول  در استان اوئلون بربان  در منطقه فدرال والوون در کشور بلژیک واقع شده‌است.